# رونيا
رونيا (بالبلغارية: Руня)‏ قرية تقع إدارياً ضمن مقاطعة غابروفو في بلغاريا. ويبلغ عدد سكانها 24 نسمة حسب تعداد 15 مارس 2015. تعتمد رونيا للبريد على الرمز البريدي 5397.